# 2024年マイアミグランプリ
2024年マイアミグランプリ（英: 2024 Miami Grand Prix、正式名称: Formula 1 Crypto.com Miami Grand Prix 2024）は、2024年のF1世界選手権第6戦として、2024年5月5日にマイアミ・インターナショナル・オートドロームで開催された。

## 背景
タイヤ
ピレリが持ち込んだドライ用タイヤのコンパウンドはハード（白）：C2、ミディアム（黄）：C3、ソフト（赤）：C4の組み合わせ。
| ドライ用   | ドライ用       | ドライ用   | ウェット用           | ウェット用   |
| C2         | C3             | C4         | インターミディエイト | フルウェット |
| ---------- | -------------- | ---------- | -------------------- | ------------ |
| （ハード） | （ミディアム） | （ソフト） | （小雨用）           | （大雨用）   |
DRS：3箇所
※（　）内は検知ポイント
- DRS1：ターン9の105m先から（ターン8の90m先）
- DRS2：ターン16の525m先から（ターン16の70m先）
- DRS3：ターン19のエイペックスから（ターン17の15m先）

スプリント
前戦中国GPに続き、本GPもスプリントが実施されるレースとなる。

## エントリー
ドライバーは前戦中国GPから変更なし。フェラーリはHPのタイトルスポンサー就任に伴い、チーム名を「スクーデリア・フェラーリ・HP」に変更した。

## フリー走行
FP1
2024年5月3日 12:30 EDT(UTC-4) （特記のない出典: ）
- 気温: 29 °C (84 °F) 路面温度: 50 °C (122 °F) 天候:晴 路面状況: ドライ

晴天に恵まれてシーズン開幕以降最も暑いコンディションで行われ、マックス・フェルスタッペンがトップタイムを記録した。シャルル・ルクレールは開始6分でスピンを喫し、3周しか走行できなかった。

### FP1の順位
| \| 順位 \| ドライバー \| コンストラクター \| タイム \| \| --------- \| ------------------ \| ---------------------------- \| -------- \| \| 1 \| M.フェルスタッペン \| レッドブル \| 1:28.595 \| \| 2 \| O.ピアストリ \| マクラーレン \| 1:28.700 \| \| 3 \| C.サインツ \| フェラーリ \| 1:28.711 \| \| 4 \| G.ラッセル \| メルセデス \| 1:28.784 \| \| 5 \| L.ストロール \| アストンマーティン・アラムコ \| 1:28.817 \| \| 出典: [9] \| \| \| \| | - 注: トップ5まで掲載。 |                              |          |
| 順位 | ドライバー              | コンストラクター             | タイム   |
| 1 | M.フェルスタッペン      | レッドブル                   | 1:28.595 |
| 2 | O.ピアストリ            | マクラーレン                 | 1:28.700 |
| 3 | C.サインツ              | フェラーリ                   | 1:28.711 |
| 4 | G.ラッセル              | メルセデス                   | 1:28.784 |
| 5 | L.ストロール            | アストンマーティン・アラムコ | 1:28.817 |
| 出典: |                         |                              |          |

## スプリント予選
2024年5月3日 16:30 EDT(UTC-4) （特記のない出典: ）
- 気温: 29 °C (84 °F) 路面温度: 47 °C (117 °F) 天候: 晴 路面状況: ドライ

マックス・フェルスタッペンがポールポジションを獲得し、FP1をほとんど走行できなかったシャルル・ルクレールが2番手に付けた。RB勢はダニエル・リカルドが4番手に入る健闘を見せた一方、チームメイトの角田裕毅はメルセデス勢らとともにSQ2敗退となった。

### スプリント予選の結果
| 順位  | No. | ドライバー                 | コンストラクター                        | SQ1      | SQ2      | SQ3      | Grid |
| ----- | --- | -------------------------- | --------------------------------------- | -------- | -------- | -------- | ---- |
| 1     | 1   | マックス・フェルスタッペン | レッドブル-ホンダ・RBPT                 | 1:28.194 | 1:28.001 | 1:27.641 | 1    |
| 2     | 16  | シャルル・ルクレール       | フェラーリ                              | 1:28.537 | 1:27.977 | 1:27.749 | 2    |
| 3     | 11  | セルジオ・ペレス           | レッドブル-ホンダ・RBPT                 | 1:28.681 | 1:27.865 | 1:27.876 | 3    |
| 4     | 3   | ダニエル・リカルド         | RB-ホンダ・RBPT                         | 1:28.700 | 1:28.122 | 1:28.044 | 4    |
| 5     | 55  | カルロス・サインツ         | フェラーリ                              | 1:28.435 | 1:28.262 | 1:28.103 | 5    |
| 6     | 81  | オスカー・ピアストリ       | マクラーレン-メルセデス                 | 1:28.056 | 1:28.163 | 1:28.161 | 6    |
| 7     | 18  | ランス・ストロール         | アストンマーティン・アラムコ-メルセデス | 1:28.807 | 1:28.323 | 1:28.375 | 7    |
| 8     | 14  | フェルナンド・アロンソ     | アストンマーティン・アラムコ-メルセデス | 1:28.192 | 1:28.189 | 1:28.419 | 8    |
| 9     | 4   | ランド・ノリス             | マクラーレン-メルセデス                 | 1:27.939 | 1:27.597 | 1:28.472 | 9    |
| 10    | 27  | ニコ・ヒュルケンベルグ     | ハース-フェラーリ                       | 1:29.040 | 1:28.330 | 1:28.476 | 10   |
| 11    | 63  | ジョージ・ラッセル         | メルセデス                              | 1:28.387 | 1:28.343 |          | 11   |
| 12    | 44  | ルイス・ハミルトン         | メルセデス                              | 1:28.736 | 1:28.371 |          | 12   |
| 13    | 31  | エステバン・オコン         | アルピーヌ-ルノー                       | 1:28.873 | 1:28.379 |          | 13   |
| 14    | 20  | ケビン・マグヌッセン       | ハース-フェラーリ                       | 1:28.377 | 1:28.614 |          | 14   |
| 15    | 22  | 角田裕毅                   | RB-ホンダ・RBPT                         | 1:28.687 | No Time  |          | 15   |
| 16    | 10  | ピエール・ガスリー         | アルピーヌ-ルノー                       | 1:29.185 |          |          | 16   |
| 17    | 24  | 周冠宇                     | キック・ザウバー-フェラーリ             | 1:29.267 |          |          | 17   |
| 18    | 77  | バルテリ・ボッタス         | キック・ザウバー-フェラーリ             | 1:29.360 |          |          | 19 1 |
| 19    | 2   | ローガン・サージェント     | ウィリアムズ-メルセデス                 | 1:29.551 |          |          | 18   |
| 20    | 23  | アレクサンダー・アルボン   | ウィリアムズ-メルセデス                 | 1:29.858 |          |          | PL 2 |
| 出典: |     |                            |                                         |          |          |          |      |

追記
- ^1 - ボッタスはSQ1でピアストリのアタックを妨害したため3グリッド降格[14][15]
- ^2 - アルボンはパルクフェルメ下でサスペンションのセッティングを変更したためピットレーンスタート[16][17]

## スプリント
2024年5月4日 12:00 EDT(UTC-4) （特記のない出典: ）
- 気温: 29 °C (84 °F) 路面温度: 47 °C (117 °F) 天候: 晴 路面状況: ドライ

マックス・フェルスタッペンがポール・トゥ・ウィンでスプリントを制した。以下6位までグリッド順と同じ並びとなったが、ダニエル・リカルドはオープニングラップでセルジオ・ペレスを抜いて一時3位を走行する好走を見せた。後に4位に落ちるも、巧みなディフェンスと抜きにくいコースである事が幸いしてその順位を死守、今季初にして5ポイントの大量得点を獲得した。
スタート直後にアストンマーティンの2台とランド・ノリス及びルイス・ハミルトンが接触し、ノリスとランス・ストロールがリタイアした。この多重事故によりセーフティカーが導入された。
リカルドのチームメイト・角田裕毅はソフトタイヤを選択し、オープニングラップで5つ順位を上げ、激しいバトルを繰り広げていたケビン・マグヌッセンとハミルトンの間隙を縫って両者の前に出て入賞圏内の8位に浮上する。最終ラップでハミルトンに抜かれたが、ハミルトンがセーフティカー走行中にピットレーンで速度違反を犯していたことでドライブスルーペナルティ（レースタイムに20秒加算）の裁定がレース後に出されたことにより、角田は8位入賞。15位から8位にジャンプアップする大健闘により、リカルドと共にRBがダブル入賞を果たした。
マグヌッセンはハミルトンとのバトルの際に、3度もコース外に出てアドバンテージを得た件とトラックリミット違反により、僅か19周のレースで合計35秒ものタイムペナルティが科せられた。レース後にはFIAからペナルティポイント「3」も科され、合計ペナルティポイントは僅か6戦目にして8ポイントにまで膨れ上がった。マグヌッセンは一連の行為について、チームメイトのニコ・ヒュルケンベルグを7位に入賞させるのを手助けしたと語っている。なお、レース後に「非スポーツマン的行為」についてスチュワードから召喚されたが、これについては不問とされた。

### スプリントの結果
| 順位  | No. | ドライバー                 | コンストラクター                        | 周回数 | タイム/リタイア原因 | Grid | Pts. |
| ----- | --- | -------------------------- | --------------------------------------- | ------ | ------------------- | ---- | ---- |
| 1     | 1   | マックス・フェルスタッペン | レッドブル-ホンダ・RBPT                 | 19     | 31:31.383           | 1    | 8    |
| 2     | 16  | シャルル・ルクレール       | フェラーリ                              | 19     | +3.371              | 2    | 7    |
| 3     | 11  | セルジオ・ペレス           | レッドブル-ホンダ・RBPT                 | 19     | +5.095              | 3    | 6    |
| 4     | 3   | ダニエル・リカルド         | RB-ホンダ・RBPT                         | 19     | +14.971             | 4    | 5    |
| 5     | 55  | カルロス・サインツ         | フェラーリ                              | 19     | +15.222             | 5    | 4    |
| 6     | 81  | オスカー・ピアストリ       | マクラーレン-メルセデス                 | 19     | +15.750             | 6    | 3    |
| 7     | 27  | ニコ・ヒュルケンベルグ     | ハース-フェラーリ                       | 19     | +22.054             | 10   | 2    |
| 8     | 22  | 角田裕毅                   | RB-ホンダ・RBPT                         | 19     | +29.816             | 15   | 1    |
| 9     | 10  | ピエール・ガスリー         | アルピーヌ-ルノー                       | 19     | +31.880             | 16   |      |
| 10    | 2   | ローガン・サージェント     | ウィリアムズ-メルセデス                 | 19     | +34.355             | 18   |      |
| 11    | 24  | 周冠宇                     | キック・ザウバー-フェラーリ             | 19     | +35.078             | 17   |      |
| 12    | 63  | ジョージ・ラッセル         | メルセデス                              | 19     | +35.755             | 11   |      |
| 13    | 23  | アレクサンダー・アルボン   | ウィリアムズ-メルセデス                 | 19     | +36.086             | PL   |      |
| 14    | 77  | バルテリ・ボッタス         | キック・ザウバー-フェラーリ             | 19     | +36.892             | 19   |      |
| 15    | 31  | エステバン・オコン         | アルピーヌ-ルノー                       | 19     | +37.740             | 13   |      |
| 16    | 44  | ルイス・ハミルトン         | メルセデス                              | 19     | +49.347 1           | 12   |      |
| 17    | 14  | フェルナンド・アロンソ     | アストンマーティン・アラムコ-メルセデス | 19     | +59.409             | 8    |      |
| 18    | 20  | ケビン・マグヌッセン       | ハース-フェラーリ                       | 19     | +1:06.303 2         | 14   |      |
| Ret   | 18  | ランス・ストロール         | アストンマーティン・アラムコ-メルセデス | 1      | 接触                | 7    |      |
| Ret   | 4   | ランド・ノリス             | マクラーレン-メルセデス                 | 0      | 接触                | 9    |      |
| 出典: |     |                            |                                         |        |                     |      |      |

追記
- ^1 - ハミルトンはセーフティカー走行中にピットレーンで速度違反を犯したため、ドライブスルーペナルティ（レース後の裁定となったため、レースタイムに20秒加算）[18][23]
- ^2 - マグヌッセンは以下4件のペナルティが科せられ、合計35秒がレースタイムに加算された[19]
  - コース外を走行してアドバンテージを得たため、10秒のタイムペナルティ（1回目）[24]
  - コース外を走行してアドバンテージを得たため、10秒のタイムペナルティ（2回目）[25]
  - コース外を走行してアドバンテージを得たため、10秒のタイムペナルティ（3回目）とペナルティポイント3点（通算8点）[26]
  - トラックリミット違反により5秒のタイムペナルティ[27]

ファステストラップ
- マックス・フェルスタッペン - 1:30.415（4周目）

## 予選
2024年5月4日 16:00 EDT(UTC-4) （特記のない出典: ）
- 気温: 29 °C (84 °F) 路面温度: 49 °C (120 °F) 天候: 晴 路面状況: ドライ

マックス・フェルスタッペンが開幕から6戦連続となるポールポジションを獲得した。フェラーリ勢がフェルスタッペンに続き、セルジオ・ペレスが4番手となった。マクラーレン勢とメルセデス勢がこれに続くが、アストンマーティンは2台ともQ2で敗退した。
角田裕毅はQ3に進出して10番手を確保するが、チームメイトのダニエル・リカルドは18番手でQ1敗退を喫し、前戦中国GPで科せられたグリッド降格ペナルティにより最後尾グリッドからスタートする。

### 予選結果
| 順位                | No. | ドライバー                 | コンストラクター                        | Q1       | Q2       | Q3       | Grid |
| ------------------- | --- | -------------------------- | --------------------------------------- | -------- | -------- | -------- | ---- |
| 1                   | 1   | マックス・フェルスタッペン | レッドブル-ホンダ・RBPT                 | 1:27.689 | 1:27.566 | 1:27.241 | 1    |
| 2                   | 16  | シャルル・ルクレール       | フェラーリ                              | 1:28.081 | 1:27.533 | 1:27.382 | 2    |
| 3                   | 55  | カルロス・サインツ         | フェラーリ                              | 1:27.937 | 1:27.941 | 1:27.455 | 3    |
| 4                   | 11  | セルジオ・ペレス           | レッドブル-ホンダ・RBPT                 | 1:27.772 | 1:27.839 | 1:27.460 | 4    |
| 5                   | 4   | ランド・ノリス             | マクラーレン-メルセデス                 | 1:27.913 | 1:27.871 | 1:27.594 | 5    |
| 6                   | 81  | オスカー・ピアストリ       | マクラーレン-メルセデス                 | 1:28.032 | 1:27.721 | 1:27.675 | 6    |
| 7                   | 63  | ジョージ・ラッセル         | メルセデス                              | 1:28.159 | 1:28.095 | 1:28.067 | 7    |
| 8                   | 44  | ルイス・ハミルトン         | メルセデス                              | 1:28.167 | 1:27.697 | 1:28.107 | 8    |
| 9                   | 27  | ニコ・ヒュルケンベルグ     | ハース-フェラーリ                       | 1:28.383 | 1:28.200 | 1:28.146 | 9    |
| 10                  | 22  | 角田裕毅                   | RB-ホンダ・RBPT                         | 1:28.324 | 1:28.167 | 1:28.192 | 10   |
| 11                  | 18  | ランス・ストロール         | アストンマーティン・アラムコ-メルセデス | 1:28.177 | 1:28.222 |          | 11   |
| 12                  | 10  | ピエール・ガスリー         | アルピーヌ-ルノー                       | 1:27.976 | 1:28.324 |          | 12   |
| 13                  | 31  | エステバン・オコン         | アルピーヌ-ルノー                       | 1:28.209 | 1:28.371 |          | 13   |
| 14                  | 23  | アレクサンダー・アルボン   | ウィリアムズ-メルセデス                 | 1:28.343 | 1:28.413 |          | 14   |
| 15                  | 14  | フェルナンド・アロンソ     | アストンマーティン・アラムコ-メルセデス | 1:28.453 | 1:28.427 |          | 15   |
| 16                  | 77  | バルテリ・ボッタス         | キック・ザウバー-フェラーリ             | 1:28.463 |          |          | 16   |
| 17                  | 2   | ローガン・サージェント     | ウィリアムズ-メルセデス                 | 1:28.487 |          |          | 17   |
| 18                  | 3   | ダニエル・リカルド         | RB-ホンダ・RBPT                         | 1:28.617 |          |          | 20 1 |
| 19                  | 20  | ケビン・マグヌッセン       | ハース-フェラーリ                       | 1:28.619 |          |          | 18   |
| 20                  | 24  | 周冠宇                     | キック・ザウバー-フェラーリ             | 1:28.824 |          |          | 19   |
| 107% time: 1:33.827 |     |                            |                                         |          |          |          |      |
| 出典:               |     |                            |                                         |          |          |          |      |

追記
- ^1 - リカルドは前戦中国GPの決勝でセーフティカー走行中に他車をオーバーテイクして10秒のタイムペナルティが科せられたが、リタイア後の裁定によりペナルティが未消化だったため、本GPで3グリッド降格ペナルティとして消化[32][33]

## 決勝
2024年5月5日 16:00 EDT(UTC-4) （特記のない出典: ）
- 気温: 28 °C (82 °F) 路面温度: 45 °C (113 °F) 天候: 晴 路面状況: ドライ

5番手スタートのランド・ノリスが110戦目の出走で初優勝を果たした。

### レース結果
| 順位    | No. | ドライバー                 | コンストラクター                        | 周回数 | タイム/リタイア原因 | Grid | Pts. |
| ------- | --- | -------------------------- | --------------------------------------- | ------ | ------------------- | ---- | ---- |
| 1       | 4   | ランド・ノリス             | マクラーレン-メルセデス                 | 57     | 1:30:49.876         | 5    | 25   |
| 2       | 1   | マックス・フェルスタッペン | レッドブル-ホンダ・RBPT                 | 57     | +7.612              | 1    | 18   |
| 3       | 16  | シャルル・ルクレール       | フェラーリ                              | 57     | +9.920              | 2    | 15   |
| 4       | 11  | セルジオ・ペレス           | レッドブル-ホンダ・RBPT                 | 57     | +14.650             | 4    | 12   |
| 5       | 55  | カルロス・サインツ         | フェラーリ                              | 57     | +16.407 1           | 3    | 10   |
| 6       | 44  | ルイス・ハミルトン         | メルセデス                              | 57     | +16.585             | 8    | 8    |
| 7       | 22  | 角田裕毅                   | RB-ホンダ・RBPT                         | 57     | +26.185             | 10   | 6    |
| 8       | 63  | ジョージ・ラッセル         | メルセデス                              | 57     | +34.789             | 7    | 4    |
| 9       | 14  | フェルナンド・アロンソ     | アストンマーティン・アラムコ-メルセデス | 57     | +37.107             | 15   | 2    |
| 10      | 31  | エステバン・オコン         | アルピーヌ-ルノー                       | 57     | +39.746             | 13   | 1    |
| 11      | 27  | ニコ・ヒュルケンベルグ     | ハース-フェラーリ                       | 57     | +40.789             | 9    |      |
| 12      | 10  | ピエール・ガスリー         | アルピーヌ-ルノー                       | 57     | +44.958             | 12   |      |
| 13      | 81  | オスカー・ピアストリ       | マクラーレン-メルセデス                 | 57     | +49.756             | 6    |      |
| 14      | 24  | 周冠宇                     | キック・ザウバー-フェラーリ             | 57     | +49.979             | 19   |      |
| 15      | 3   | ダニエル・リカルド         | RB-ホンダ・RBPT                         | 57     | +50.956             | 20   |      |
| 16      | 77  | バルテリ・ボッタス         | キック・ザウバー-フェラーリ             | 57     | +52.356             | 16   |      |
| 17      | 18  | ランス・ストロール         | アストンマーティン・アラムコ-メルセデス | 57     | +55.173 2           | 11   |      |
| 18      | 23  | アレクサンダー・アルボン   | ウィリアムズ-メルセデス                 | 57     | +1:16.091           | 14   |      |
| 19      | 20  | ケビン・マグヌッセン       | ハース-フェラーリ                       | 57     | +1:24.683 3         | 18   |      |
| Ret     | 2   | ローガン・サージェント     | ウィリアムズ-メルセデス                 | 27     | 接触                | 17   |      |
| ソース: |     |                            |                                         |        |                     |      |      |

追記
- ^1 - サインツはピアストリと接触した責任を問われ、5秒のタイムペナルティ（レース後の裁定だったため、レースタイムに5秒加算）とペナルティポイント1点（通算1点）が科せられた[37][38]
- ^2 - ストロールはコース外でアルボンをオーバーテイクしたが順位を返さなかったため、10秒のタイムペナルティ（レース後の裁定だったため、レースタイムに10秒加算）[39][40]
- ^3 - マグヌッセンは以下2件のペナルティが科せられ、合計30秒がレースタイムに加算された[41]
  - サージェントと接触した責任を問われ、10秒のタイムペナルティ（ピットストップでペナルティを消化しなかったため、レースタイムに10秒加算）とペナルティポイント2点（通算10点）[42]
  - セーフティカー走行中にピットレーンへ入ったがタイヤ交換を行わなかったため、ドライブスルーペナルティ（レース後の裁定だったため、レースタイムに20秒加算）[43]

ファステストラップ
- オスカー・ピアストリ - 1:30.634（43周目）
  - 10位以内に入賞できなかったため、ポイント付与の対象外

ラップリーダー
太字は最多ラップリーダー
- マックス・フェルスタッペン - 22周 (1-22)
- オスカー・ピアストリ - 4周 (23-26)
- ランド・ノリス - 31周 (27-57)

## 第6戦終了時点のランキング
|       | 順位 | ドライバー                 | ポイント |
| ----- | ---- | -------------------------- | -------- |
|       | 1    | マックス・フェルスタッペン | 136      |
|       | 2    | セルジオ・ペレス           | 103      |
|       | 3    | シャルル・ルクレール       | 98       |
| 1     | 4    | ランド・ノリス             | 83       |
| 1     | 5    | カルロス・サインツ         | 83       |
| 出典: |      |                            |          |

|       | 順位 | コンストラクター                        | ポイント |
| ----- | ---- | --------------------------------------- | -------- |
|       | 1    | レッドブル-ホンダ・RBPT                 | 239      |
|       | 2    | フェラーリ                              | 187      |
|       | 3    | マクラーレン-メルセデス                 | 124      |
|       | 4    | メルセデス                              | 64       |
|       | 5    | アストンマーティン・アラムコ-メルセデス | 42       |
| 出典: |      |                                         |          |

- 注：いずれもトップ5まで掲載。